# Rue de la Poulaillerie
La rue de la Poulaillerie, anciennement rue Vaudran, puis rue Maudite, est une voie publique plutôt étroite du 2e arrondissement de la ville de Lyon, reliant la rue de Brest à la rue de la République.

## Histoire
La rue était anciennement appelée rue Vaudran, puis rue Maudite en référence à Pierre Valdo qui fonda ce qui était considéré comme une hérésie à l'époque, les Vaudois. Le nom actuel de la rue provient du fait que les personnes y échangeait de la volaille, et ce jusqu'en 1835, quand une partie de ce commerce a migré au marché couvert de La Martinière
Au XIIe siècle, Valdo fut drapier dans la rue, laquelle fit partie des lieux que Claude-Marius Vaïsse décida de rénover. En 1529 s'y trouvait une auberge renommée, Le Logis de L'Ours. La rue fut renommée rue Maudite sur le plan de 1550.
Le no 13, l'Hôtel de la Couronne, fut utilisé par le consulat qui l'acheta en 1604, pour y tenir ses assemblées. Le bâtiment servit d'hôtel de ville de Lyon de cette date jusqu'en 1652. Au niveau de l'architecture, il présente une forme voûtée, un escalier et des galeries de style florentin, et un monument sculpté par Philippe Lalyanne. En 1852, le joaillier et horloger Adrien Fortune a ouvert un magasin dans la rue.
Parmi les célèbres habitants historiques de la rue, on peut citer le doreur Jean Dirigrunis au XVe siècle, le peintre du Consulat Pierre Jacquand, le peintre François Auguste Ravier, et l'imprimeur Jacques Nigon, tous trois au XIXe siècle.

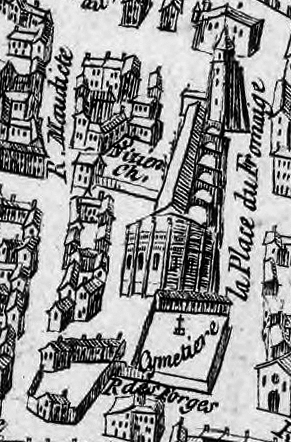
Abords de l'église Saint-Nizier sur le plan scénographique de Maurille-Antoine Moithey de 1780. La rue de la Poulaillerie sous le nom de rue Maudicte

## Lieux notoires
Au nord, la rue a d'abord des immeubles de quatre étages, les plus vieux d'entre eux ayant été construits au cours du XVIIe siècle ; puis quand elle croise la rue de Brest, les bâtiments présentent un style d'architecture des années 1850, bâtis avec de grosses pierres, agrémentés de fer ou de fleurs sculptées.
Au numéro 8 de la rue, se trouvait l'horloge Charvet, ou « horloge aux Guignols », une horloge publique installée dans la rue à la fin du XIXe siècle ; celle-ci aurait dû être vendue aux enchères pour plus de 150 000 euros en 2005, mais un décret du 18 mars 1864 ordonné par le préfet du Rhône et le maire de Lyon a empêché la vente, ce qui devient un sujet de controverse. Elle est finalement démontée en juin 2020 pour six mois de restauration et installée sur la place du Petit-Collège en janvier 2021.
L'Hôtel de la Couronne, au numéro 13, abrite désormais le musée de l'Imprimerie, fondé par Maurice Audin,.